# Oulad Teima
Oulad Teima oder Ouled Teïma (arabisch أولاد تايمة, DMG Aulād Tāyima, Zentralatlas-Tamazight ⵡⵍⴰⴷ ⵜⴰⵢⵎⴰ) ist eine Stadt mit etwa 89.000 Einwohnern in der Souss-Ebene in der Provinz Taroudannt in Südmarokko.

## Lage und Klima
Oulad Teima befindet sich etwa 44 km (Fahrstrecke) östlich von Agadir bzw. etwa 39 km westlich von Taroudannt. Die stark wachsende Stadt liegt etwa 3 km südlich des Oued Souss in einer Höhe von ca. 130 m. Das Klima ist trocken und halbwüstenartig; die durchschnittlichen jährlichen Niederschlagsmengen liegen bei nur ca. 225 mm und fallen überwiegend im Winterhalbjahr.

## Bevölkerung
| Jahr      | 1994   | 2004   | 2014   | 2024    |
| Einwohner | 47.126 | 66.183 | 89.387 | 100.284 |

Im Jahr 1960 hatte der Ort nur knapp 1600 Einwohner; zwanzig Jahre später waren es etwa 11.000. Der enorme Anstieg beruht im Wesentlichen auf der Zuwanderung von Berberfamilien aus den Bergregionen des Antiatlas und des Hohen Atlas.

## Wirtschaft
Oulad Teima ist das landwirtschaftliche Zentrum der fruchtbaren, aber bewässerten Souss-Ebene. Angebaut werden Getreide sowie Bananen, Kürbisse und Gemüse aller Art. Die Stadt hat eine agrartechnische Universität und verfügt über eine moderne Infrastruktur. Im nicht bewässerten Umland wachsen auch Arganien-Bäume, aus deren Samenplättchen in Kooperativen Öl gewonnen wird.

## Geschichte
Über die Geschichte der alten Berbersiedlung ist nichts bekannt; das rapide Wachstum des Ortes begann erst nach dem Ende der französischen Protektoratszeit.